# 漢文典 (修訂本)
《汉文典（修訂本）》（拉丁語：Grammata Serica Recensa，缩写为GSR）是瑞典汉学家高本汉于1957年出版的一部中古汉语与上古汉语字典。本书是他1940年出版《汉文典》（Grammata Serica）的修订本，收录了他关于汉字音韵系统研究的成果，是研究上古汉语构拟音的重要参考文献。由潘悟云等翻译为中文。
1. ↑  . 由潘悟云; 杨剑桥; 陈重业; 张洪明翻译. 北京: 中华书局. 2021-06 [1957]  [2025-07-15]. ISBN 978-7-101-15180-0. （原始内容存档于2024-12-17）.